# Pêcheur d'Islande (film, 1959)
Pour les articles homonymes, voir Pêcheur d'Islande (homonymie).
Pour plus de détails, voir Fiche technique et Distribution.
Pêcheur d'Islande est un film français réalisé par Pierre Schoendoerffer, sorti en 1959. Ce n'est pas une adaptation du roman de Pierre Loti, dont l'histoire se passe entièrement à terre, en Bretagne ; il n'en partage que le titre.

## Synopsis
Les aventures en mer d'un équipage breton de Concarneau : le capitaine gravement blessé dans une tempête est remplacé par son second, Yan. À son retour au port, l'armateur, Mével, donne à Yan son premier commandement. La fille de Mével, qui le voit alors d'un autre œil, tombe amoureuse de lui. Lors d'une sortie sur une mer déchaînée, Yan est emporté par une lame, mais par chance un navire étranger parvient à le sauver.

## Fiche technique
- Réalisation : Pierre Schoendoerffer
- Scénario : Pierre Schoendoerffer et André Tabet, d'après le roman de Pierre Loti, Pêcheur d'Islande.
- Photographie : Raoul Coutard
- Cadreur : Raymond Lemoigne
- Musique : Louiguy
- Son : Jean Philippe
- Chansons originales : Charles Aznavour, interprétées par Colette Renard
- Montage : Michelle David
- Photographe de plateau : Raymond Cauchetier
- Production : Georges de Beauregard
- Société de production	: Ibéria Films
- Pays d'origine :  France
- Format : Couleurs, Eastmancolor - 35 mm - 2,35:1 - Mono
- Genre : Mélodrame
- Durée : 84 min
- Date de sortie : 
  - France, 24 juin 1959
- Affiche : Georges Kerfyser (France)

## Distribution
- Jean-Claude Pascal : Guillaume Floury, dit « Yan »
- Juliette Mayniel : Gaud Mével
- Charles Vanel : l'armateur Mével
- Michel Garland : Berger
- Georges Poujouly : Sylvestre Moan
- Joëlle Bernard : Jenny
- Alain Saury : le curé
- Albert Dinan : Quémeneur
- Mag Avril : la grand-mère
- Moustache : le gendarme
- Pierre Bénichou : le fils de l'armateur
- Sylvain Lévignac